# Сайганова, Татьяна Ивановна
Татья́на Ива́новна Сайга́нова (бел. Таццяна Іванаўна Сайганава, род. 7 декабря 1970, д. Волохи, Поставский район, Витебская область, Белорусская ССР, СССР) — белорусский государственный и политический деятель, депутат Палаты представителей Национального собрания VI и VII созывов. В парламенте является заместителем председателя Постоянной комиссии по экономической политике.

## Биография
Родилась 7 декабря 1970 года в д. Волохи Поставского района Витебской области.
Имеет высшее образование, окончила химический факультет Белорусского государственного университета, по профессии является химиком и преподаватель, также окончила Академию управления при Президенте Республики Беларусь, экономист-менеджер.
Работала преподавателем в санаторной школе-интернате № 2 города Минска; инженером-химиком центральной лаборатории, начальником производственного отдела, заместителем генерального директора по производству совместного открытого акционерного общества «Коммунарка». Избиралась депутатом Минского городского Совета депутатов 27-го созыва.
11 сентября 2016 года баллотировалась и была избрана на парламентских выборах депутатом Палаты представителей Национального собрания Республики Беларусь шестого созыва по Купаловскому избирательному округу № 95. По результатам голосования, за его кандидатуру были поданы 21 454 голосов (51,5 % от общего числа), при этом явка избирателей на округе составила 63,7 %. Являясь депутатом Палаты представителей, была членом Постоянной комиссии по бюджету и финансам. Также была ответственна за подготовку следующих законопроектов: «О ратификации Соглашения о механизме прослеживаемости товаров, ввезенных на таможенную территорию Евразийского экономического союза», Декрет Президента Республики Беларусь от 16 июля 2019 г. № 4 «Об изменении декретов Президента Республики Беларусь», «Об изменении Кодекса Республики Беларусь об административных правонарушениях», «О ратификации Соглашения между Правительством Республики Беларусь и Правительством Грузии о взаимных безвизовых поездках граждан», «О внесении изменений и дополнений в Бюджетный кодекс Республики Беларусь», «Об утверждении отчета об исполнении бюджета государственного внебюджетного фонда гражданской авиации за 2016 год», «О внесении изменений и дополнений в Банковский кодекс Республики Беларусь».
17 ноября 2019 года, на прошедших парламентских выборах, была вновь избрана депутатом Палаты представителей Национального собрания по тому же округу. По результатам голосования, за его кандидатуру были поданы 23 257 голосов (57,36 % от общего числа), при этом явка избирателей на округе составила 65,55 %.

## Семья
Замужем, имеет дочь и сына.

## Награды
Награждена почетными грамотами Палаты представителей Национального собрания Республики Беларусь, Минского городского Совета депутатов, концерна «Белгоспищепром», администрации Ленинского района г. Минска, совместного открытого акционерного общества «Коммунарка».